# Elton Mayo
George Elton Mayo (født 26. december 1880, død 7. september 1949) var en forsker fra Adelaide, Australien.
Han var psykolog og sociolog og underviste på University of Queensland fra 1919 til 1923. Han flyttede da til University of Pennsylvania, men brugte det meste af sin karriere på Harvard Business School (1926 to 1947) hvor han var professor i industriel forskning.

## Forskning
Mayo er kendt som grundlægger af Human Relations Movement, og for sin forskning, inklusiv Hawthorne-studierne, og sin bog The Social Problems of an Industrialised Civilization (1933).
1. ↑  Navnet er anført på bokmål og stammer fra Wikidata hvor navnet endnu ikke findes på dansk.